# 84342 Rubensdeazevedo
84342 Rubensdeazevedo este o planetă minoră (asteroid) din centura de asteroizi. A fost descoperită pe 5 octombrie 2002 la Fountain Hills Observatory⁠(d) de Charles W. Juels⁠(d) și a fost numită după Rubens de Azevedo⁠(d). 
Obiectul prezintă o orbită caracterizată de o semiaxă mare de 2,2343844841017 UAi, o excentricitate de 0,13574763778642, o înclinație de 6,3218339004788 ° în raport cu ecliptica.